# دراكولا غير مروي
دراكولا غير مروي (بالإنجليزية: Dracula Untold)‏ هو فيلم حركة وفنتازيا مظلمة ملحمي أمريكي من إخراج غاري شور في أول أعماله الإخراجية وكتابة مات سازما وبورك شاربلس. الفيلم شكّل جدلاً في الأوساط الإسلامية فهو يسيء بشكل واضح للتاريخ الإسلامي، مصوراً حياة الخليفة العثماني محمد الفاتح على أنه شرير يخطف الأولاد من القرى ليضعهم في جيشه، ويصور الفتوحات الإسلامية على أنها فتوحات ظالمة شريرة مزوراً التاريخ، وبدلاً من التركيز على رواية دراكولا (1897) الشهيرة لبرام ستوكر، الفيلم يروي أيضاً قصة عن أصل دراكولا وكيف أصبح مصاص دماء، عن طريق إعادة تخيل قصة فلاد الثالث المخوزق.
في الفيلم يجسد الممثل لوك إيفانز شخصية دراكولا، مع سارة جادون ودومينيك كوبر وآرت باركنسون وتشارلز دانس في أدوار مساعدة.
التصوير الرئيسي بدأ في 5 أغسطس 2013 في آيرلندا الشمالية. أصدرت يونيفرسل ستوديوز الفيلم في 10 أكتوبر 2014. تلقى الفيلم مراجعات متابنة من النقاد.

## القصة
قصة الفيلم هي أن جيشًا أوربيًا بقيادة فلاد (لوك إيفانز) كان يتعرض للهجوم من قِبل جيش الأتراك بقيادة (محمد الفاتح) وكان جيش محمد الفاتح أقوى بكثير من جيش الأوربيين، فاضطُرّ فلاد إلى أن يمارس طقوسًا تزيد قوته فسعى إلى أخذ قوة مصاص دماءٍ كان يعيش داخل جبل، وذلك عن طريق شرب دمائه، فتحقق له ما أراد وأصبح مصاص دماءٍ ذا قوة كبيرة، فاستطاع بذلك الانتصار على جيش الأتراك وقتل محمد الفاتح.

## طاقم التمثيل
- لوك إيفانز بدور فلاد الثالث المخوزق، الرجل الذي سيصبح كونت دراكولا
- سارة جادون بدور ميرينا/ مينا هاركر، زوجة فلاد
- دومينيك كوبر بدور محمد الفاتح
- تشارلز دانس بدور ماستر فامبير، الشخص الذي يحول فلاد إلى مصاص دماء

## وصلات خارجية
- الموقع الرسمي
- دراكولا غير مروي على موقع IMDb (الإنجليزية)
- دراكولا غير مروي على موقع ميتاكريتيك (الإنجليزية)
- دراكولا غير مروي على موقع روتن توميتوز (الإنجليزية)
- دراكولا غير مروي على موقع نتفليكس (الإنجليزية)
- دراكولا غير مروي على موقع قاعدة بيانات الأفلام العربية
- دراكولا غير مروي على موقع ألو سيني (الفرنسية)
- دراكولا غير مروي على موقع Turner Classic Movies (الإنجليزية)
- دراكولا غير مروي على موقع أول موفي (الإنجليزية)
- دراكولا غير مروي على موقع بوكس أوفيس موجو (الإنجليزية)
- دراكولا غير مروي على موقع فيلمافينيتي (الإسبانية)